# Bonderup (Jammerbugt Kommune)
 For alternative betydninger, se Bonderup. (Se også artikler, som begynder med Bonderup)
Bonderup er en by i Han Herred med 203 indbyggere i byområdet (2022), beliggende 9 km nordøst for Aggersund, 10 km øst for Fjerritslev, 11 kilometer vest for Brovst og 28 km sydvest for Aabybro. Byen hører til Jammerbugt Kommune og ligger i Region Nordjylland.
Bonderup hører til Haverslev Sogn. Haverslev Kirke ligger i landsbyen Haverslev 4 km syd for Bonderup.

## Faciliteter
Bonderup Borgerforening blev startet i 2012 og har bl.a. istandsat Aktivitetshuset, som blev åbnet i 2014. Her er indrettet en købmandsforretning, som byen i en årrække havde savnet. "Torvekøbmanden" drives af en professionel købmand og frivillige, dels fra byen, dels fra den socialøkonomiske institution Råd & Dåd, som ligger i Skovsgård og beskæftiger handicappede borgere under skånsomme arbejdsvilkår.
Bonderup har et kultur- og forsamlingshus og et fælles frysehus, der stadig fungerer.

## Historie

### Jernbanen
Bonderup fik station på Nørresundby-Fjerritslev Banen (1897-1969). I 1898 blev der opført et missionshus.
Stationsbygningen er bevaret på Bonderup Vestergade 29. Banetracéet er i begge retninger bevaret som grusvej med beskeden biltrafik: 6 km mod nordøst til Årup ved Skovsgård og 6½ km mod nordvest til Fjerritslev.

### Kommunen
Ved kommunalreformen i 1970 indgik Haverslev-Bejstrup sammen med andre sognekommuner i Fjerritslev Kommune i Nordjyllands Amt. Den indgik ved Kommunalreformen 2007 i Jammerbugt Kommune.